# Orthetrum andamanicum
Orthetrum andamanicum — вид бабок родини справжніх бабок (Libellulidae). Описаний у 2020 році.

## Поширення
Ендемік Андаманських островів. Виявлений на острові Південний Андаман на пляжі Чідіатапу неподалік міста Порт-Блер.